# Zimnitsa (distrikt i Bulgarien, Stara Zagora)
Zimnitsa (bulgariska: Зимница) är ett distrikt i Bulgarien.   Det ligger i kommunen Obsjtina Măglizj och regionen Stara Zagora, i den centrala delen av landet, 190 km öster om huvudstaden Sofia.
Trakten runt Zimnitsa består till största delen av jordbruksmark. Runt Zimnitsa är det ganska tätbefolkat, med 52 invånare per kvadratkilometer.